# Grotte ornée du Pigeonnier
La grotte du Pigeonnier est une grotte ornée du Paléolithique supérieur, située dans le hameau de Saint-Front, à Domme, en Dordogne.
La grotte appartient à une personne privée et n'est pas visitable.

## Historique
Des lames découvertes en 1938 dans la galerie sud ont permis de dater l'occupation de la grotte du Gravettien. 
Les figurations gravées ont été découvertes le 28 janvier 1978 par les membres du spéléo-club de Périgueux. 

## Géologie
La grotte est creusée dans le calcaire coniacien. C'est une résurgence fossile du réseau du Trou de l'Arc.

## Art pariétal
Il s'agit d'une grotte-couloir essentiellement décorée sur la paroi sud, qui comporte une frise gravée et sculptée représentant deux grands herbivores. Sur la paroi nord a été gravé un animal acéphale.

## Protection
La grotte a été classée au titre des monuments historiques le 27 juin 1983.